# Conmemoraciones y oficios de los atentados del 7 de julio de 2005 en Londres

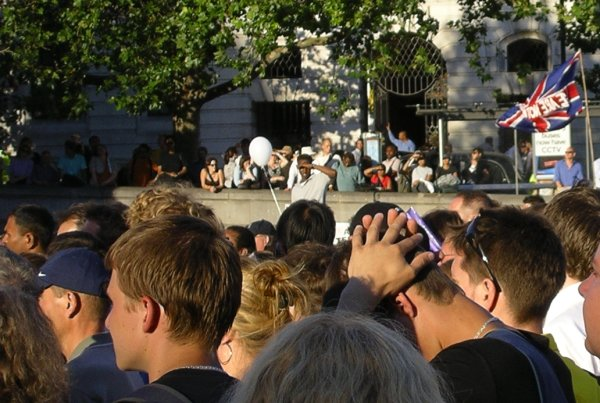
Londinenses en la Plaza Trafalgar en la tarde del 14 de julio.

Tras los acontecimientos de los atentados del 7 de julio de 2005 en Londres, el Reino Unido y otros países han llevado a cabo muchas muestras en honor a los fallecidos y desaparecidos. La mayoría de estos oficios responden a minutos de silencio, encendido de velas, vigilias y dejar flores en los lugares de los atentados. Los líderes extranjeros también han honrado a los muertos ordenando que sus banderas ondearan a media asta, firmando libros de condolencias en las embajadas del Reino Unido y publicando mensajes y condolencias a los británicos.

## Reino Unido

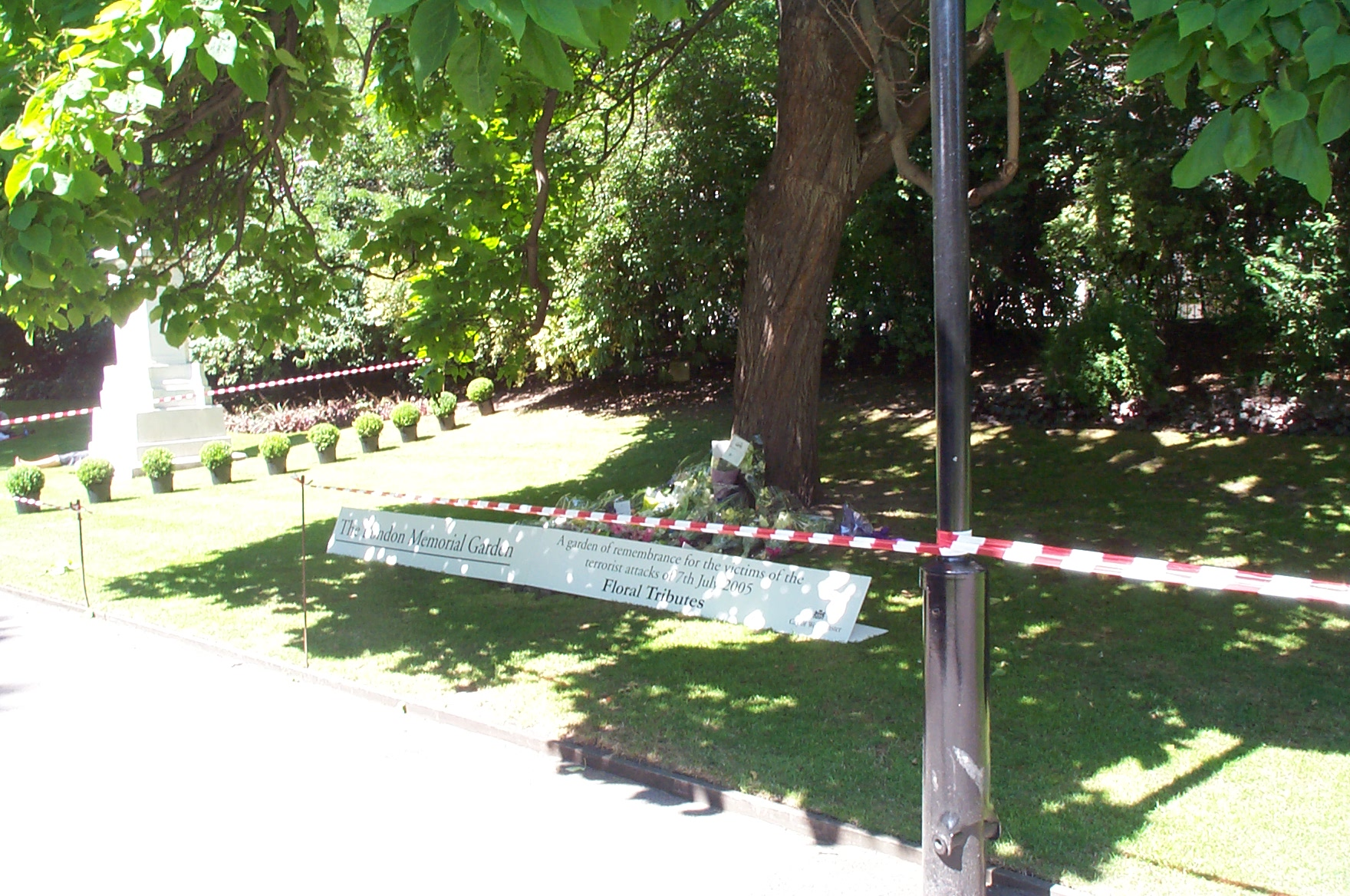
El London Memorial Garden erigido por la Ciudad de Westminster en el Victoria Embankment Park, en recuerdo a las víctimas de los ataques terroristas del 7 de julio de 2005.

- El gobierno ordenó que la bandera del Reino Unido ondeara a media asta desde el ataque.[1]
- El 9 de julio, el obispo de Londres condujo las oraciones por las víctimas durante un tributo al Papel de la mujer en la Segunda Guerra Mundial.
- Se mantuvo una vigilia por las víctimas de los atentados de Londres[2]  desde las 17:00 del sábado 9 de julio, en el jardín del Friends Meeting House, Euston Road, enfrente de la estación Euston, Londres. La vigilia fue convocada por Stop the War Coalition, Campaign for Nuclear Disarmament y Muslim Association of Britain.
- Se mantuvieron dos minutos de silencio por las víctimas de los atentados el 14 de julio de 2005 en toda Europa[3]
- El 14 de julio, miles de personas asistieron a una vigilia a las 18:00 en la Plaza Trafalgar. Tras un silencio inicial hubo una serie de ponencias durante las dos horas siguientes. El principal rabino Sir Jonathan Sacks hablando de Londres dijo: "Tiene el valor de no dar al terror la victoria de hacer que nos enfademos y en nuestro enfado perder los valores que nos hacen ser lo que somos. Dejemos que el valor nos una ahora". Sus palabras fueron repetidas por muchos otros ponentes.

## Internacional

### Libros de condolencia
- Nueva Zelanda - En Auckland, Nueva Zelanda, el Príncipe Guillermo de Gales firmó en el libro de condolencias del consulado británico.
- Estados Unidos - En Washington, la armada estadounidense interpretó el "God Save The Queen" fuera de la embajada británica. Docenas de ramos de flores y notas fueron depositadas en la embajadas con mensajes como "Hoy, todos somos británicos." . El presidente de los Estados Unidos George W. Bush visitó la embajada el 8 de julio, tras la vuelta de la cumbre del G8, y firmó en el libro de condolencias.  "God Save the Queen" sonó también durante las celebraciones previas al partido de la Major League Baseball All-Star Game en Comerica Park en Detroit el 12 de julio.

### Banderas a media asta
- Canadá - Todos los edificios del gobierno federal y establecimientos de toda Canadá, incluida la Peace Tower, y en el Reino Unido.
- Nueva Zelanda - El primer ministro Helen Clark solicitó que las banderas de Nueva Zelanda ondearan a media hasta el día siguiente a los atentados.
- Francia - El presidente Jacques Chirac solicitó que las banderas ondearan a media asta en Francia durante 3 días.

### Momentos de silencio
- - El Parlamento Europeo mantuvo un minuto de silencio para lamentar la muerte de las víctimas de las explosiones .
- Polonia - La cámara baja del parlamento polaco, Sejm, hizo un minuto de silencio.
- Irlanda - El gobierno irlandés organizó dos minutos de silencio  el jueves 14 de julio, a la vez que en el Reino Unido.

### Servicios
- España- God Save The Queen fue interpretado el cambio de la guardia real en la Plaza de Oriente de Madrid en memoria de las víctimas de los atentados. A la ceremonia asistió el embajador británico y miembros de la familia real española. Tras los Atentados del 11-M en Madrid, el Reino Unido realizó una ceremonia similar en el Palacio de Buckingham.
- Australia- God Save The Queen fue cantado en un servicio en la Catedral St Andrews, Sídney. El primer ministro John Howard leyó un pasaje de la Biblia y Phillip Jensen dio un sermón sobre el problema del diablo y lo que la Biblia dice sobre ello.